# أولاد الطوايرة (المشرك)
أولاد الطوايرة هي إحدى مشيخات المملكة المغربية، تتبع جغرافيا لإقليم سيدي بنور وإداريًا لالمشرك. يقدر عدد سكانها بـ 8987 نسمة حسب الإحصاء الرسمي للسكان والسكنى لسنة 2004.